# Ferdinand Ier (roi de Naples)
Pour les articles homonymes, voir Ferdinand Ier et Ferdinand.

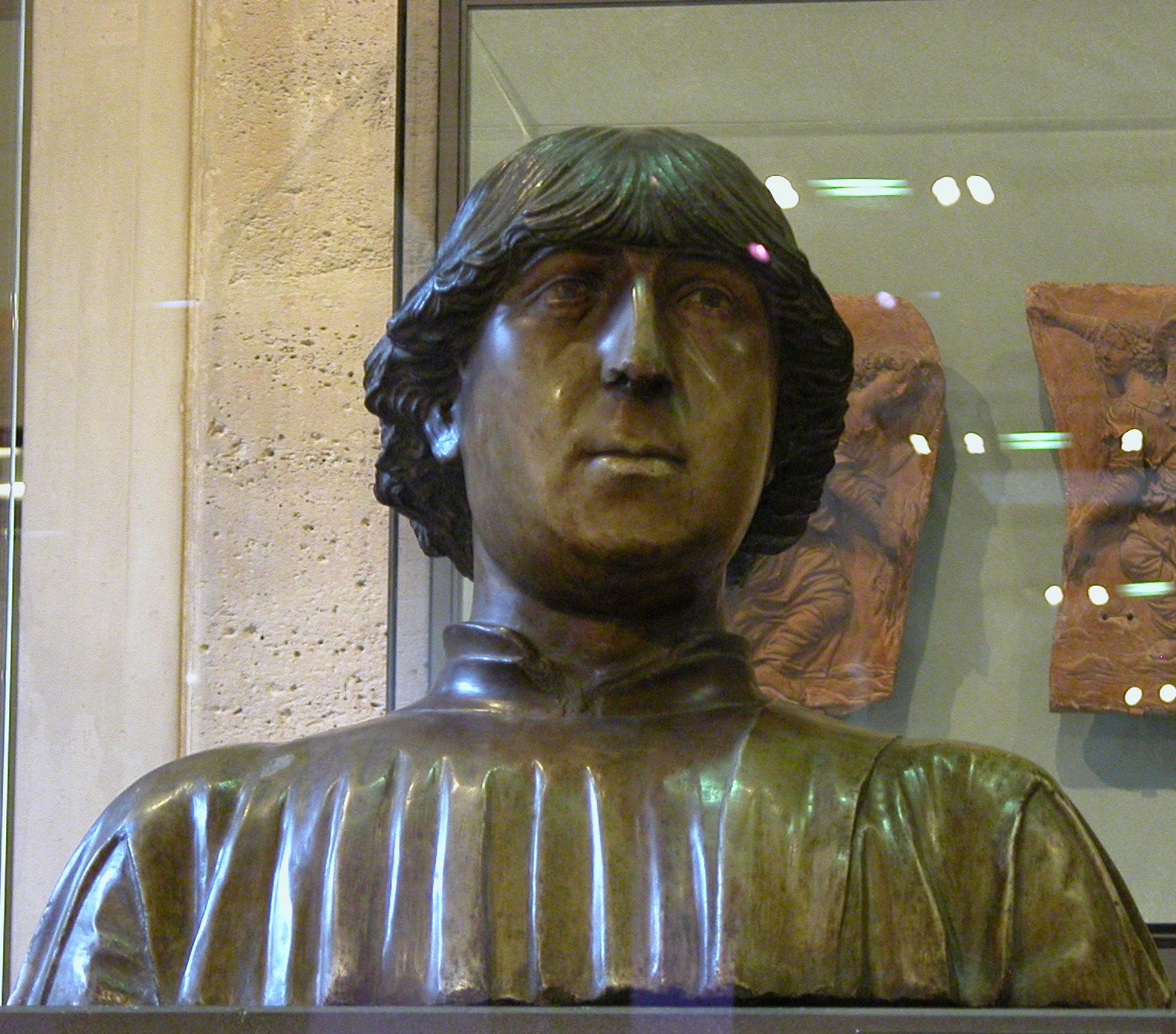
Buste, musée du Louvre.

Ferdinand Ier de Naples, également appelé Ferrante d’Aragon, né en 1423 et mort le 25 janvier 1494, fils illégitime du roi d'Aragon Alphonse V, est roi de Naples de 1458 à sa mort en 1494 (formellement : « roi de Sicile péninsulaire »).

## Biographie

### Origines familiales et formation
Son père, Alphonse de Trastamare (1396-1458) est roi d'Aragon (Alphonse V), roi de Sicile insulaire (Alphonse Ier) de 1416 à 1458, et roi de Sicile péninsulaire, couramment « roi de Naples », de 1442 à 1458 (aussi sous le nom d'Alphonse Ier).
Sa mère est une Italienne de Naples, Gueraldona Carlino.
En 1444, il épouse Isabelle de Tarente, qui est un beau parti.

### La crise de succession du royaume de Naples (1458-1462)
Ferdinand doit combattre les prétentions de Jean II de Lorraine (Jean de Calabre), fils de René d'Anjou.
Il bénéficie du soutien du pape Calixte III (Borgia), puis de Pie II qui lui offre la couronne le 4 février 1459.
Vaincu d'abord sur le Sarno (it) (1460), il est vainqueur à Troia en 1462. Cette victoire est en partie obtenue grâce au renfort de mercenaires albanais, les Arbëresh, et les stradiotes de la condotta de Skanderbeg.

### Premières années de règne
En 1476, il épouse Jeanne d'Aragon.

### Allié de la papauté (1472-1482)
Ferdinand engage dès 1472 une politique de rapprochement avec le Saint-Siège, en mariant une de ses filles illégitimes avec le neveu du pape Sixte IV.
En 1475, il vient à Rome pour se concerter avec le pape à la suite de la conclusion d’une alliance défensive entre le duché de Milan, la république de Florence et la république de Venise. En 1478 il s’allie avec Sixte IV et la république de Sienne contre Laurent de Médicis (Florence), mais celui-ci se rend personnellement à Naples, où il obtient de Ferdinand, qu'il abandonne ses alliés.
En 1480, l'armée de l’Empire ottoman (Mehmed II) s’empare d’Otrante, mais la ville est reprise l’année suivante par le fils de Ferdinand, Alphonse, duc de Calabre. Sixte IV est terrifié car le sultan ottoman menace Rome et annonce son intention de détruire la ville. Pour attirer les bonnes grâces du pape, Ferdinand pactise avec la Curie[pas clair] et propose de marier Leonardo della Rovere, neveu du pape, avec une de ses filles illégitimes  et Geoffroi Borgia, fils du futur pape, avec sa petite-fille Sancia (il doit y avoir un problème de date, c'est en 1493 pour ce dernier mariage, comme mentionné plus loin).

### Guerres contre la papauté (1482-1492)
En 1482, se déclenche la guerre de Ferrare dans laquelle le royaume de Naples est opposé à Venise et au pape.

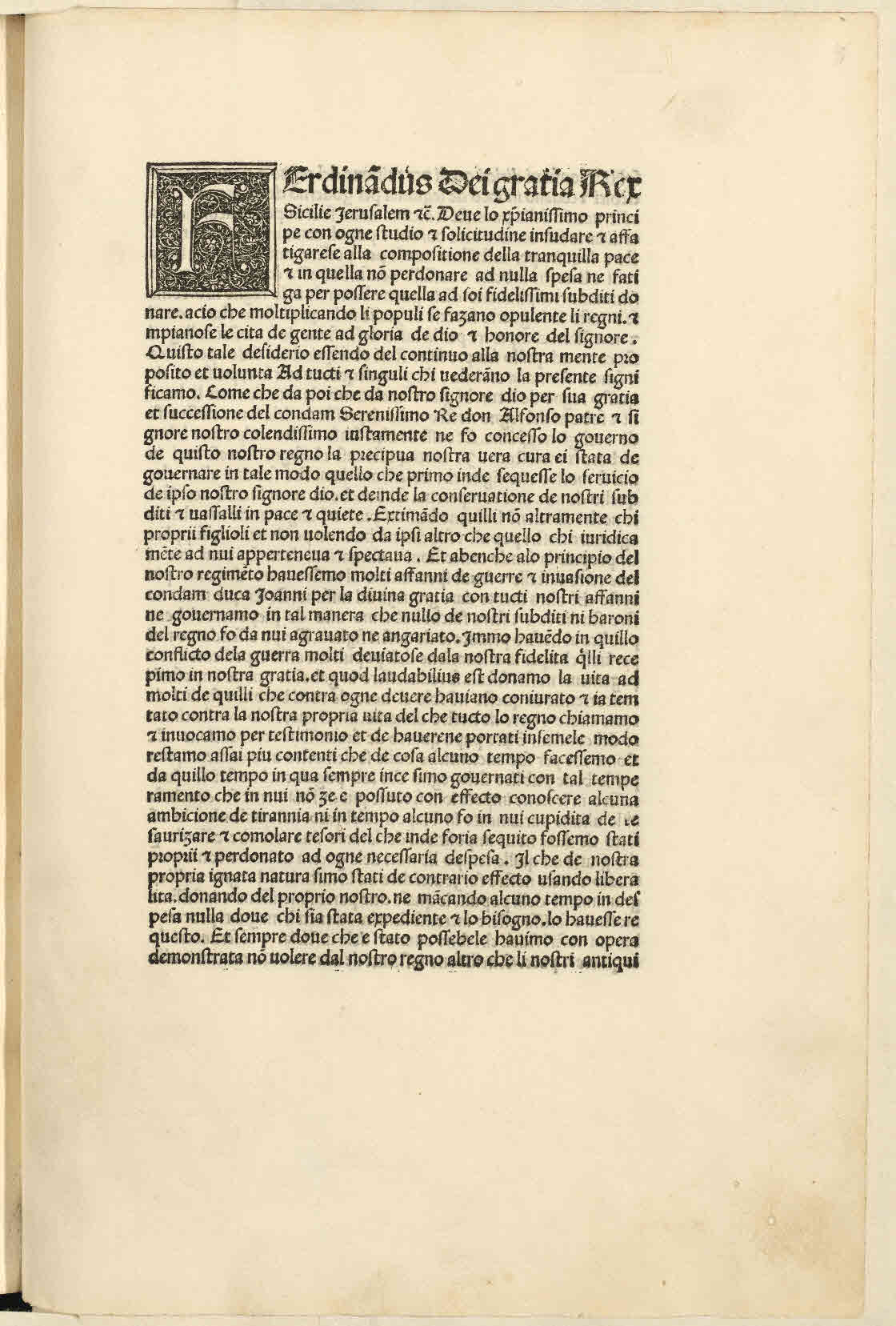
Esortazione di insorgere contro i baroni ribelli, 1486.

En 1484, profitant de la faiblesse militaire des États pontificaux, Ferdinand exige que soient annexées à son royaume les enclaves pontificales de Bénévent, de Terracina et de Pontecorvo.
Le nouveau pape Innocent VIII profite d’une révolte d’une partie de la noblesse du royaume de Naples : il leur apporte son soutien et déclare la guerre à Ferdinand le 14 octobre 1485.
Milan, Florence ainsi que le roi de Hongrie, Mathias Corvin, beau-fils de Ferdinand, se rangent de son côté.
Alors que les opérations tournent en faveur de Naples, le pape fait appel au roi de France Charles VIII qui peut être intéressé à revendiquer les droits angevins sur la couronne de Naples, droits dont il a hérité par testament (sa grand-mère paternelle était Marie d'Anjou, sœur du roi René). Pour parer à ce danger, Ferdinand se montre accommodant et accepte de signer la paix le 11 août 1486.
Cependant celui-ci ne respecte pas les termes du traité de paix qui prévoyait une amnistie générale des nobles révoltés, et il fait assassiner traîtreusement une grande partie d'entre eux. Puis il récuse les autres clauses du traité de paix, notamment le versement du tribut dû au pape, son suzerain, et la nomination par le pape aux bénéfices ecclésiastiques du royaume napolitain.
Cependant en janvier 1492, les deux parties parviennent à un accord : Ferdinand accepte de verser le tribut annuel et de reconnaître sa vassalité, en échange de quoi le pape promulgue une bulle reconnaissant la légitimité de la dynastie aragonaise sur le royaume napolitain (au détriment du roi de France Charles VIII). L’accord est scellé par le mariage du petit-fils de Ferdinand (Louis de Gerace, ci-dessous) avec la nièce du pape (Battistina Cybo).

### Face à la menace française (1493-1494)
À la mort d’Innocent VIII, le nouveau pape Alexandre VI (Borgia) est élu contre le candidat soutenu par Ferdinand.
Pour obtenir les bonnes grâces de celui-ci et son soutien contre Charles VIII, qui se prépare dès 1493 en vue d'une expédition en Italie, allié au duc de Milan Ludovic Sforza, Ferdinand négocie le mariage de sa petite-fille Sancha (fille d'Alphonse II) avec le fils du pape, Geoffroi Borgia.
Il meurt le 25 janvier 1494, rongé de soucis, peu de temps avant le début de la première guerre d'Italie en novembre 1494.

## Mémoire
Ferdinand Ier laissa l’image d'un prince faux et cruel ; son peuple se souleva plusieurs fois contre lui ; mais il parvint à maintenir son autorité par la terreur.

## Mariages et descendance

### Isabelle de Tarente
Il épousa en premières noces en 1444 Isabelle de Tarente († 1465) d'où sont issus :
- Alphonse II (1448 † 1495), prince de Capoue et duc de Calabre, puis roi de Naples en 1494-95, x Ippolita Maria Sforza, d'où entre autres : Ferdinand II roi de Naples en 1495-96, x sa tante Jeanne ci-dessous ; et Isabelle x Jean Galéas Sforza duc de Milan (d'où par mariage les rois de Pologne Jagellon et Vasa)
- Éléonore (1450 † 1493), mariée en 1473 à Hercule Ier d'Este, duc de Modène et de Ferrare : d'où la suite des Este-ducs de Modène, et aussi des mariages avec les Gonzague-ducs de Mantoue et de Montferrat (Isabelle), ou avec les Sforza-ducs de Milan (Béatrice) ; par le mariage d'Isabelle d'Este avec Ranuce II Farnèse en 1663, descendance dans les Farnèse-ducs de Parme, dont Elisabeth Farnèse x Philippe V : d'où la suite des rois d'Espagne, des ducs de Parme, et des rois de Naples-Deux-Siciles
- Frédéric Ier (1452 † 1504), prince de Tarente et d'Altamura, duc d'Andria, puis dernier roi de Naples de la branche née de son grand-père Alphonse V, de 1496 à 1501 ; x 1° Anne de Savoie fille d'Amédée IX et de Yolande de France : parents de Charlotte d'Aragon, princesse de Tarente x Guy XVI de Laval, d'où la suite des comtes de Laval-princes de Tarente ; et x 2° Isabelle des Baux d'Andria (Isabella del Balzo, 1465-1533), d'où entre autres : Ferdinand, duc de Calabre (1488-1550), qui ne put succéder à son père
- Jean (1456 † 1485), cardinal et archevêque de Tarente en 1477, abbé du Mont-Cassin en 1471-85, et de la Ste-Trinité de Cava en 1465-85
- Béatrice de Naples (1457 † 1508), mariée en 1476 à Matthias Hunyadi, roi de Bohême et de Hongrie, puis en 1490 avec Vladislas II, roi de Bohême et de Hongrie
- François (1461 † 1486), duc de Saint-Ange (Sant'Angelo dei Lombardi ?), marquis de Bisceglie

### Jeanne d'Aragon
Il se remarie en 1476 avec l'infante Jeanne d'Aragon (1454 † 1517), sa cousine germaine, fille de Jean II d'Aragon et de Jeanne Enríquez, d'où :
- Jeanne (1478 † 1518), mariée à son neveu Ferdinand II de Naples ci-dessus ;
- Charles (1480 † 1486).

### Union illégitimes
Diana Guardato
- Ferdinand d'Aragon/Ferdinando d'Aragona, comte de Policastro, baron de Nicastro et premier duc de Montalto (certains le disent fils de Giovanna Caracciolo, qui viendra), † vers 1549, x Caterina (certains disent Castellana : cf. ci-dessous), fille de Raimondo Folch de Cardona, † 1522, premier duc de Somma, Grand-amiral de Naples en 1510
  - Giovanna (1502 - 1575 ; on a longtemps cru qu'un célèbre tableau du Louvre, peint par Raphaël vers 1418 était le portrait de Jeanne[5]), duchesse de Paliano et comtesse de Tagliacozzo par son mariage avec Ascanio Ier Colonna[6], Grand-connétable de Naples et duc de Paliano : grands-parents du cardinal Ascanio Colonna
  - Maria x Alfonso d’Avalos d’Aquino premier prince de Francavilla
  - Antonio (vers 1504-1543, † avant son père) x Giulia Antonia di Cardona, d'où :
    - Isabella († 1578), x 1565 Juan III Luis de La Cerda cinquième duc di Medinaceli (1544-1594)
    - deux frères : Pierre/Pietro († vers 1553) et Antoine (1543-83), 2e et 3e ducs de Montalto. Le duc Antonio marie en 1562 Maria de La Cerda, fille de Juan II quatrième duc di Medinaceli et sœur du duc Juan III Luis ci-dessus, d'où :
      - Maria, † 1610, 4e duchesse di Montalto et comtesse di Collesano, x 1584 Francesco de Moncada, 3e prince di Paternò
      - Bianca Anna Antonia x Giuseppe Ventimiglia 2e prince di Castelbuono
- Maria (1440-1660 (petit problème de date)) x 1458 (sa 1re épouse) Antonio Todeschini Piccolomini d'Aragon[7] , premier duc d'Amalfi, neveu du pape Pie II et frère de Pie III (cf. ci-dessous ▼), d'où :
  - Jeanne Isabelle (1459-1508) x André-Mathieu/Andrea Matteo III Acquaviva (1458-1529)[8], 8e duc d'Atri : d'où les Acquaviva d'Aragon, comtes de Caserte et marquis de Sainte-Agathe (voir plus bas), ducs d'Atri 
  - Maria, née en 1460, x François Orsini duc de Gravina
  - Victoria/Vittoria (1460-1518), x Jacques/Jacopo IV (d') Appiano[9],[10], seigneur di Piombino, Scarlino, Populonia, Suvereto, Buriano à Castiglione, Badia al Fango (Abbaye de San Pancrazio al Fango à Grosseto, près de Castiglione), et des îles d'Elbe, Montecristo et Pianosa : d'où postérité ; certains disent Vittoria fille du duc Antoine x sa deuxième femme Maria Marzano d'Aragon, cf. ci-dessous
- Jeanne/Giovanna, (1455 † 1501 ou 1475 ? ; certains la disent fille de Giovanna Caracciolo), mariée en 1472 à Leonardo della Rovere, préfet de Rome en 1472, † vers 1475 ? (il disparaît alors des sources, quelque peu mystérieusement, d'où des hypothèses postulant son non-décès à cette date et sa survie sous une autre identité[11]), duc de Sora et d'Arce (cf. Sora ; avec Sora, Arce et Isoletta, province de Frosinone, aux portes des Abruzzes), Grand-connétable de Sicile, neveu du pape Sixte IV et cousin germain (plutôt que frère) du pape Jules II et de Jean qui lui succède comme duc de Sora et d'Arce ; sans postérité (mais Leonardo avait un fils naturel, Tiberio della Rovere)

Eulalia Ravignano
- Maria Cecilia (1473 † 1513), mariée en 1487 à Gian Giordano Orsini

Giovanna Caracciolo
- Ferdinando, comte di Arena e Stilo (certains le disent fils de Diana Guardato ; il peut y avoir une confusion avec son demi-frère Ferdinando ci-dessus, d'autant que Wiki-(en italien) attribue le comté di Arena e Stilo à ce dernier), x Maria Sanseverina ?, ou x Castellana fille de Raimondo Folch de Cardona premier duc de Somma
- Arrigo (Enrico, Henri) (1451 † 1478)[12], 1er marquis de Gerace en x Polyxène/Polissena de Centelles-Collesano, issue des Vintimille/Ventimiglia di Geraci[13], d'où :
  - Carlo, † vers 1492, 2e marquis di Geraci, x Ippolita d’Avalos, fille d'Inigo 1er comte di Monteodorisio, d'où :
    - Eléonore x Balthasar/Baldassarre Caracciolo seigneur di Pisciotta

  - Caterina x Gentile Orsini, des comtes de Pitigliano
  - le cardinal Luigi (Ludovico, Louis)[14] (1474-1518/1519), 3e marquis de Gerace, d'abord marié à Battistina Cybo (1477-1523) nièce du pape Innocent VIII, puis cardinal en 1494 ; cf. ci-après
  - Ippolita x Carlo Pandone comte de Venastri
  - Giovanna[15] : née en 1477, assassinée en 1510 à l'instigation, dit-on, de son frère le cardinal Louis, car elle s'était remariée secrètement en 1509 avec Antonio Beccadelli di Bologna[16], patricien de Naples, mésalliance que désapprouvait furieusement le prélat ; x Alphonse Ier Todeschini Piccolomini d'Aragon deuxième duc d'Amalfi (cf. Piccolomini Todeschini ; fils du premier duc d'Amalfi Antoine Todeschini Piccolomini d'Aragon — gendre de Ferdinand Ier de Naples par son premier mariage avec Maria d'Aragon▲ — et de sa deuxième femme Maria Marzano d'Aragon, petite-fille maternelle d'Alphonse V et donc cousine germaine des enfants de Ferdinand Ier, notamment de la première femme du duc Antoine, Marie d'Aragon ci-dessus ▲) < suite des ducs d'Amalfi, comtes de Celano, princes de Valle-Reale (Val-Réal, Real-Valle : cf. RealValle à Scafati près de Pompéi, Piccolomini et Real-Valle, Piccolomini et Real-Valle, p. 227-228), ducs de Laconie (Acconia)
- Alfonso[17] (1460-1510), évêque de Chieti[18] (1488-96) et archimandrite du St-Sauveur de Messine en 1503[19], baron de Savoca, prince de Galilée et prétendant aux trônes de Chypre et de Jérusalem en héritage des Lusignan par son x en 1473 avec Carla (1468-80), fille naturelle de Jacques II Lusignan (arrangement matrimonial et prétentions politiques combinés par le roi Ferdinand contre Catherine Cornaro lors de la crise de succession de Chypre, 1473-76)
- César, marquis di Santa Agata (Ste-Agathe)[20] et comte de Caserte par sa femme Caterina della Ratta/de la Rath/de La Rata : sans postérité ; la comtesse Caterina transmet Caserte et Sainte-Agathe à son deuxième mari, Andrea Matteo Acquaviva duc d'Atri, veuf lui aussi (de Jeanne/Isabelle d'Aragon, ci-dessus), puis aux descendants d'Andrea Matteo et Isabelle d'Aragon
- Leonora
- une fille de Jeanne Caracciolo ou plutôt d'Eulalie Ravignano ? : Lucrezia/Lucrèce d'Aragona[21], † 1549, femme d'Honoré/Onorato III Gaetani/Caetani dell'Aquila[22],[23] prince d'Altamura, comte de Fondi et premier duc de Traetto[24] en 1493 (mais confisqué en 1497 pour avoir soutenu le parti français pro-Charles VIII au profit de Prospero Colonna, lui aussi d'abord pro-français mais rallié à temps aux Aragon), seigneur de Piedimonte, vice-roi de Sicile, † 1528/1529 : d'où postérité, dont les Caetani (par leur fils Luigi et leur fille Béatrice), les Acquaviva d'Aragon (ducs d'Atri et ducs de Nardo, par leurs filles Girolama et Giovanna), les Orsini di Gravina (par ladite Giovanna).